# 1807 au Nouveau-Brunswick
Chronologie du Nouveau-Brunswick
- 1803
- 1804
- 1805
- 1806
- 1807
- 1808
- 1809
- 1810
- 1811

Cette page concerne des événements survenus en 1807 dans la colonie du Nouveau-Brunswick.

## Naissances
- 28 mars : John McAdam, député.